# Mate do Corredor
|   | a                                                                                                | b                                                                                                | c                                                                                                | d                                                                                                | e                                                                                                | f                                                                                                | g                                                                                                | h                                                                                                |   |
| 8 | g8 preto rei · f2 branco peão · g2 branco peão · h2 branco peão · b1 preto torre · g1 branco rei | g8 preto rei · f2 branco peão · g2 branco peão · h2 branco peão · b1 preto torre · g1 branco rei | g8 preto rei · f2 branco peão · g2 branco peão · h2 branco peão · b1 preto torre · g1 branco rei | g8 preto rei · f2 branco peão · g2 branco peão · h2 branco peão · b1 preto torre · g1 branco rei | g8 preto rei · f2 branco peão · g2 branco peão · h2 branco peão · b1 preto torre · g1 branco rei | g8 preto rei · f2 branco peão · g2 branco peão · h2 branco peão · b1 preto torre · g1 branco rei | g8 preto rei · f2 branco peão · g2 branco peão · h2 branco peão · b1 preto torre · g1 branco rei | g8 preto rei · f2 branco peão · g2 branco peão · h2 branco peão · b1 preto torre · g1 branco rei | 8 |
| 7 | g8 preto rei · f2 branco peão · g2 branco peão · h2 branco peão · b1 preto torre · g1 branco rei | g8 preto rei · f2 branco peão · g2 branco peão · h2 branco peão · b1 preto torre · g1 branco rei | g8 preto rei · f2 branco peão · g2 branco peão · h2 branco peão · b1 preto torre · g1 branco rei | g8 preto rei · f2 branco peão · g2 branco peão · h2 branco peão · b1 preto torre · g1 branco rei | g8 preto rei · f2 branco peão · g2 branco peão · h2 branco peão · b1 preto torre · g1 branco rei | g8 preto rei · f2 branco peão · g2 branco peão · h2 branco peão · b1 preto torre · g1 branco rei | g8 preto rei · f2 branco peão · g2 branco peão · h2 branco peão · b1 preto torre · g1 branco rei | g8 preto rei · f2 branco peão · g2 branco peão · h2 branco peão · b1 preto torre · g1 branco rei | 7 |
| 6 | g8 preto rei · f2 branco peão · g2 branco peão · h2 branco peão · b1 preto torre · g1 branco rei | g8 preto rei · f2 branco peão · g2 branco peão · h2 branco peão · b1 preto torre · g1 branco rei | g8 preto rei · f2 branco peão · g2 branco peão · h2 branco peão · b1 preto torre · g1 branco rei | g8 preto rei · f2 branco peão · g2 branco peão · h2 branco peão · b1 preto torre · g1 branco rei | g8 preto rei · f2 branco peão · g2 branco peão · h2 branco peão · b1 preto torre · g1 branco rei | g8 preto rei · f2 branco peão · g2 branco peão · h2 branco peão · b1 preto torre · g1 branco rei | g8 preto rei · f2 branco peão · g2 branco peão · h2 branco peão · b1 preto torre · g1 branco rei | g8 preto rei · f2 branco peão · g2 branco peão · h2 branco peão · b1 preto torre · g1 branco rei | 6 |
| 5 | g8 preto rei · f2 branco peão · g2 branco peão · h2 branco peão · b1 preto torre · g1 branco rei | g8 preto rei · f2 branco peão · g2 branco peão · h2 branco peão · b1 preto torre · g1 branco rei | g8 preto rei · f2 branco peão · g2 branco peão · h2 branco peão · b1 preto torre · g1 branco rei | g8 preto rei · f2 branco peão · g2 branco peão · h2 branco peão · b1 preto torre · g1 branco rei | g8 preto rei · f2 branco peão · g2 branco peão · h2 branco peão · b1 preto torre · g1 branco rei | g8 preto rei · f2 branco peão · g2 branco peão · h2 branco peão · b1 preto torre · g1 branco rei | g8 preto rei · f2 branco peão · g2 branco peão · h2 branco peão · b1 preto torre · g1 branco rei | g8 preto rei · f2 branco peão · g2 branco peão · h2 branco peão · b1 preto torre · g1 branco rei | 5 |
| 4 | g8 preto rei · f2 branco peão · g2 branco peão · h2 branco peão · b1 preto torre · g1 branco rei | g8 preto rei · f2 branco peão · g2 branco peão · h2 branco peão · b1 preto torre · g1 branco rei | g8 preto rei · f2 branco peão · g2 branco peão · h2 branco peão · b1 preto torre · g1 branco rei | g8 preto rei · f2 branco peão · g2 branco peão · h2 branco peão · b1 preto torre · g1 branco rei | g8 preto rei · f2 branco peão · g2 branco peão · h2 branco peão · b1 preto torre · g1 branco rei | g8 preto rei · f2 branco peão · g2 branco peão · h2 branco peão · b1 preto torre · g1 branco rei | g8 preto rei · f2 branco peão · g2 branco peão · h2 branco peão · b1 preto torre · g1 branco rei | g8 preto rei · f2 branco peão · g2 branco peão · h2 branco peão · b1 preto torre · g1 branco rei | 4 |
| 3 | g8 preto rei · f2 branco peão · g2 branco peão · h2 branco peão · b1 preto torre · g1 branco rei | g8 preto rei · f2 branco peão · g2 branco peão · h2 branco peão · b1 preto torre · g1 branco rei | g8 preto rei · f2 branco peão · g2 branco peão · h2 branco peão · b1 preto torre · g1 branco rei | g8 preto rei · f2 branco peão · g2 branco peão · h2 branco peão · b1 preto torre · g1 branco rei | g8 preto rei · f2 branco peão · g2 branco peão · h2 branco peão · b1 preto torre · g1 branco rei | g8 preto rei · f2 branco peão · g2 branco peão · h2 branco peão · b1 preto torre · g1 branco rei | g8 preto rei · f2 branco peão · g2 branco peão · h2 branco peão · b1 preto torre · g1 branco rei | g8 preto rei · f2 branco peão · g2 branco peão · h2 branco peão · b1 preto torre · g1 branco rei | 3 |
| 2 | g8 preto rei · f2 branco peão · g2 branco peão · h2 branco peão · b1 preto torre · g1 branco rei | g8 preto rei · f2 branco peão · g2 branco peão · h2 branco peão · b1 preto torre · g1 branco rei | g8 preto rei · f2 branco peão · g2 branco peão · h2 branco peão · b1 preto torre · g1 branco rei | g8 preto rei · f2 branco peão · g2 branco peão · h2 branco peão · b1 preto torre · g1 branco rei | g8 preto rei · f2 branco peão · g2 branco peão · h2 branco peão · b1 preto torre · g1 branco rei | g8 preto rei · f2 branco peão · g2 branco peão · h2 branco peão · b1 preto torre · g1 branco rei | g8 preto rei · f2 branco peão · g2 branco peão · h2 branco peão · b1 preto torre · g1 branco rei | g8 preto rei · f2 branco peão · g2 branco peão · h2 branco peão · b1 preto torre · g1 branco rei | 2 |
| 1 | g8 preto rei · f2 branco peão · g2 branco peão · h2 branco peão · b1 preto torre · g1 branco rei | g8 preto rei · f2 branco peão · g2 branco peão · h2 branco peão · b1 preto torre · g1 branco rei | g8 preto rei · f2 branco peão · g2 branco peão · h2 branco peão · b1 preto torre · g1 branco rei | g8 preto rei · f2 branco peão · g2 branco peão · h2 branco peão · b1 preto torre · g1 branco rei | g8 preto rei · f2 branco peão · g2 branco peão · h2 branco peão · b1 preto torre · g1 branco rei | g8 preto rei · f2 branco peão · g2 branco peão · h2 branco peão · b1 preto torre · g1 branco rei | g8 preto rei · f2 branco peão · g2 branco peão · h2 branco peão · b1 preto torre · g1 branco rei | g8 preto rei · f2 branco peão · g2 branco peão · h2 branco peão · b1 preto torre · g1 branco rei | 1 |
|   | a                                                                                                | b                                                                                                | c                                                                                                | d                                                                                                | e                                                                                                | f                                                                                                | g                                                                                                | h                                                                                                |   |

|   | a                                                                                                | b                                                                                                | c                                                                                                | d                                                                                                | e                                                                                                | f                                                                                                | g                                                                                                | h                                                                                                |   |
| 8 | g8 preto rei · h3 branco peão · f2 branco peão · g2 branco peão · b1 preto torre · g1 branco rei | g8 preto rei · h3 branco peão · f2 branco peão · g2 branco peão · b1 preto torre · g1 branco rei | g8 preto rei · h3 branco peão · f2 branco peão · g2 branco peão · b1 preto torre · g1 branco rei | g8 preto rei · h3 branco peão · f2 branco peão · g2 branco peão · b1 preto torre · g1 branco rei | g8 preto rei · h3 branco peão · f2 branco peão · g2 branco peão · b1 preto torre · g1 branco rei | g8 preto rei · h3 branco peão · f2 branco peão · g2 branco peão · b1 preto torre · g1 branco rei | g8 preto rei · h3 branco peão · f2 branco peão · g2 branco peão · b1 preto torre · g1 branco rei | g8 preto rei · h3 branco peão · f2 branco peão · g2 branco peão · b1 preto torre · g1 branco rei | 8 |
| 7 | g8 preto rei · h3 branco peão · f2 branco peão · g2 branco peão · b1 preto torre · g1 branco rei | g8 preto rei · h3 branco peão · f2 branco peão · g2 branco peão · b1 preto torre · g1 branco rei | g8 preto rei · h3 branco peão · f2 branco peão · g2 branco peão · b1 preto torre · g1 branco rei | g8 preto rei · h3 branco peão · f2 branco peão · g2 branco peão · b1 preto torre · g1 branco rei | g8 preto rei · h3 branco peão · f2 branco peão · g2 branco peão · b1 preto torre · g1 branco rei | g8 preto rei · h3 branco peão · f2 branco peão · g2 branco peão · b1 preto torre · g1 branco rei | g8 preto rei · h3 branco peão · f2 branco peão · g2 branco peão · b1 preto torre · g1 branco rei | g8 preto rei · h3 branco peão · f2 branco peão · g2 branco peão · b1 preto torre · g1 branco rei | 7 |
| 6 | g8 preto rei · h3 branco peão · f2 branco peão · g2 branco peão · b1 preto torre · g1 branco rei | g8 preto rei · h3 branco peão · f2 branco peão · g2 branco peão · b1 preto torre · g1 branco rei | g8 preto rei · h3 branco peão · f2 branco peão · g2 branco peão · b1 preto torre · g1 branco rei | g8 preto rei · h3 branco peão · f2 branco peão · g2 branco peão · b1 preto torre · g1 branco rei | g8 preto rei · h3 branco peão · f2 branco peão · g2 branco peão · b1 preto torre · g1 branco rei | g8 preto rei · h3 branco peão · f2 branco peão · g2 branco peão · b1 preto torre · g1 branco rei | g8 preto rei · h3 branco peão · f2 branco peão · g2 branco peão · b1 preto torre · g1 branco rei | g8 preto rei · h3 branco peão · f2 branco peão · g2 branco peão · b1 preto torre · g1 branco rei | 6 |
| 5 | g8 preto rei · h3 branco peão · f2 branco peão · g2 branco peão · b1 preto torre · g1 branco rei | g8 preto rei · h3 branco peão · f2 branco peão · g2 branco peão · b1 preto torre · g1 branco rei | g8 preto rei · h3 branco peão · f2 branco peão · g2 branco peão · b1 preto torre · g1 branco rei | g8 preto rei · h3 branco peão · f2 branco peão · g2 branco peão · b1 preto torre · g1 branco rei | g8 preto rei · h3 branco peão · f2 branco peão · g2 branco peão · b1 preto torre · g1 branco rei | g8 preto rei · h3 branco peão · f2 branco peão · g2 branco peão · b1 preto torre · g1 branco rei | g8 preto rei · h3 branco peão · f2 branco peão · g2 branco peão · b1 preto torre · g1 branco rei | g8 preto rei · h3 branco peão · f2 branco peão · g2 branco peão · b1 preto torre · g1 branco rei | 5 |
| 4 | g8 preto rei · h3 branco peão · f2 branco peão · g2 branco peão · b1 preto torre · g1 branco rei | g8 preto rei · h3 branco peão · f2 branco peão · g2 branco peão · b1 preto torre · g1 branco rei | g8 preto rei · h3 branco peão · f2 branco peão · g2 branco peão · b1 preto torre · g1 branco rei | g8 preto rei · h3 branco peão · f2 branco peão · g2 branco peão · b1 preto torre · g1 branco rei | g8 preto rei · h3 branco peão · f2 branco peão · g2 branco peão · b1 preto torre · g1 branco rei | g8 preto rei · h3 branco peão · f2 branco peão · g2 branco peão · b1 preto torre · g1 branco rei | g8 preto rei · h3 branco peão · f2 branco peão · g2 branco peão · b1 preto torre · g1 branco rei | g8 preto rei · h3 branco peão · f2 branco peão · g2 branco peão · b1 preto torre · g1 branco rei | 4 |
| 3 | g8 preto rei · h3 branco peão · f2 branco peão · g2 branco peão · b1 preto torre · g1 branco rei | g8 preto rei · h3 branco peão · f2 branco peão · g2 branco peão · b1 preto torre · g1 branco rei | g8 preto rei · h3 branco peão · f2 branco peão · g2 branco peão · b1 preto torre · g1 branco rei | g8 preto rei · h3 branco peão · f2 branco peão · g2 branco peão · b1 preto torre · g1 branco rei | g8 preto rei · h3 branco peão · f2 branco peão · g2 branco peão · b1 preto torre · g1 branco rei | g8 preto rei · h3 branco peão · f2 branco peão · g2 branco peão · b1 preto torre · g1 branco rei | g8 preto rei · h3 branco peão · f2 branco peão · g2 branco peão · b1 preto torre · g1 branco rei | g8 preto rei · h3 branco peão · f2 branco peão · g2 branco peão · b1 preto torre · g1 branco rei | 3 |
| 2 | g8 preto rei · h3 branco peão · f2 branco peão · g2 branco peão · b1 preto torre · g1 branco rei | g8 preto rei · h3 branco peão · f2 branco peão · g2 branco peão · b1 preto torre · g1 branco rei | g8 preto rei · h3 branco peão · f2 branco peão · g2 branco peão · b1 preto torre · g1 branco rei | g8 preto rei · h3 branco peão · f2 branco peão · g2 branco peão · b1 preto torre · g1 branco rei | g8 preto rei · h3 branco peão · f2 branco peão · g2 branco peão · b1 preto torre · g1 branco rei | g8 preto rei · h3 branco peão · f2 branco peão · g2 branco peão · b1 preto torre · g1 branco rei | g8 preto rei · h3 branco peão · f2 branco peão · g2 branco peão · b1 preto torre · g1 branco rei | g8 preto rei · h3 branco peão · f2 branco peão · g2 branco peão · b1 preto torre · g1 branco rei | 2 |
| 1 | g8 preto rei · h3 branco peão · f2 branco peão · g2 branco peão · b1 preto torre · g1 branco rei | g8 preto rei · h3 branco peão · f2 branco peão · g2 branco peão · b1 preto torre · g1 branco rei | g8 preto rei · h3 branco peão · f2 branco peão · g2 branco peão · b1 preto torre · g1 branco rei | g8 preto rei · h3 branco peão · f2 branco peão · g2 branco peão · b1 preto torre · g1 branco rei | g8 preto rei · h3 branco peão · f2 branco peão · g2 branco peão · b1 preto torre · g1 branco rei | g8 preto rei · h3 branco peão · f2 branco peão · g2 branco peão · b1 preto torre · g1 branco rei | g8 preto rei · h3 branco peão · f2 branco peão · g2 branco peão · b1 preto torre · g1 branco rei | g8 preto rei · h3 branco peão · f2 branco peão · g2 branco peão · b1 preto torre · g1 branco rei | 1 |
|   | a                                                                                                | b                                                                                                | c                                                                                                | d                                                                                                | e                                                                                                | f                                                                                                | g                                                                                                | h                                                                                                |   |

No xadrez, o Mate do Corredor, também conhecido como o companheiro de corredor, mate de gaveta ou gavetão,  é um xeque-mate que ocorre quando uma torre ou rainha ameaça o rei inimigo na oitava fileira (aquela em que as peças - não os peões - do oponente começam o jogo).O rei não pode escapar da ameaça porque ele é bloqueado por suas próprias peças, que geralmente são peões, uma vez que a estrutura dos peões usados em como uma parede bloqueia o rei e a maneira mais fácil de defender esse companheiro é mover um dos peões antes que a torre se mova para o fundo. No diagrama ao lado observamos uma posição exemplo na qual a execução do mate por parte das pretas é bastante simples.